# Accident domestique de l'enfant
Les accidents domestiques de l'enfant sont les accidents qui surviennent à domicile ou aux abords du domicile chez les enfants de 0 à 14 ans ; avec les accidents de la vie courante, s'ajoutent les accidents scolaires, de sports et de loisirs.
Sont exclus de ces définitions : les traumatismes intentionnels (agressions, maltraitance...), les accidents de la circulation routière, et les accidents liés à des éléments ou catastrophes naturelles.
En France, chaque année, un enfant sur 10 est victime d'un accident de la vie courante. C'est la première cause de mortalité entre 1 et 18 ans (250 à 300 décès d'enfants par an dans les années 2000-2010).

## Historique
L'étude et l'intérêt pour la prévention des accidents domestiques sont apparus progressivement au cours de la deuxième moitié du XXe siècle. Du point de vue médical, la prise de conscience a été lente. Il a fallu que se produise parallèlement une forte chute de la mortalité infantile (années 1950-1960) – liée aux maladies infectieuses, nutritionnelles...– et de la mortalité périnatale (années 1960-1970) pour que les accidents de l'enfant accèdent à une place de premier rang.
Les travaux pionniers en ce domaine ont eu lieu en Suède dans les années 1950-1960, sous l'égide du pédiatre Ragnar Berfenstam. Ils ont montré que ces accidents n'étaient pas une fatalité et qu'ils pouvaient être prévenus. L'approche médico-sociale et communautaire en Suède a permis de réduire le taux de mortalité des accidents des moins de 18 ans : de 24 pour 100 000 garçons et de 11 pour 100 000 filles en 1969, à 5 et 3 respectivement en 1999. Durant le dernier quart du XXe siècle, de nombreux pays à haut revenu ont pu réduire d'au moins 50 % les décès d'enfant par traumatismes non-intentionnels en prenant des mesures de prévention.
En France, dans les années 1980, des enquêtes collectives, régionales ou nationales sont menées. Elles sont coordonnées par des organismes publics ou privés (INSERM, CNAM, Assurances, Comités pour la santé, Observatoires de la santé, etc.). En 1985, les accidents domestiques en France représentent la première cause de décès chez l'enfant de plus de un an, avec près de 700 décès. 
En 1986, l'Europe (la CEE) se dote d'un système d'observation européen, le système EHLASS (Europe an Home and Leisure Accident Surveillance Système) ou système européen de surveillance des accidents domestiques et de loisirs (de l'enfant aux personnes âgées). Ce système, identique dans les pays membres, est basé sur un réseau d'hôpitaux qui transmettent régulièrement leurs données. La partie française du système est nommée EPAC Enquête Permanente sur les Accidents de la vie Courante.
Ces informations sont en principe transmises aux consommateurs, monde politique, industriel et commercial pour une meilleure sécurité de produits : conditionnement sécuritaire, systèmes d'ouverture et de fermeture des portes et fenêtres, aménagement de cuisines et salles de bain, jouets, articles ménagers, etc..
Par exemple dans les années 1980, ont été révélés au public, des risques nouveaux comme les écrasements par porte de garage automatique, les ingestions accidentelles de piles boutons, les noyades en piscine privée de jardin, etc..
En France, de 1982 à 1999, le nombre des décès par accident de la vie courante chez les 0-14 ans est passé chez les garçons de 753 (12,3 pour 100 000) à 214 (3,8 pour 100 000) ; et chez les filles de 447 (7,7 pour 100 000) à 127 (2,3 pour 100 000).

## Épidémiologie

### Selon les niveaux socio-économique et culturel
Les accidents surviennent selon les comportements propres à l'enfant, mais aussi en fonction de l'environnement, en particulier les déterminants socio-économiques et socio-culturels. De nombreuses études menées dans les pays développés montrent le rôle de facteurs tels que la pauvreté, les conditions de vie insalubres, les difficultés socio-culturelles et le niveau éducatif des parents.
Si les accidents touchent tous les milieux, ils sont plus fréquents (2 à 3 fois plus) dans les familles dont le niveau économique et socio-culturel est le plus bas. Les familles en difficulté cumulent des facteurs de risques (logement exigu, trop ancien, sécurité bon marché ou peu fiable, surveillance plus difficile des enfants...). En France, cela concerne en particulier les brûlures par ébouillantement, les défenestrations, les incendies d'habitation, et l'intoxication oxycarbonée. Ces populations défavorisées sont aussi les moins accessibles aux campagnes classiques d'information et de prévention.
Dans le monde, plus 95% des décès d’enfant par traumatismes surviennent dans les pays à bas ou à moyen revenu. Ces décès d’enfant par traumatisme sont beaucoup plus bas dans les pays  développés, mais ils restent responsables d’environ 40% de tous les décès d’enfant. Selon l'OMS, en 2004, les décès traumatismes non intentionnels pour 100 000 enfants sont :
- Afrique (revenu faible/moyen) : 53,1 décès.
- Asie du Sud-Est (revenu faible/moyen) : 49 décès.
- Méditerranée orientale : revenu faible/moyen 45,7 décès, revenu élevé 41,6 décès.
- Pacifique occidental : revenu faible/moyen 33,8 décès, revenu élevé 7,8 décès.
- Amériques : revenu faible/moyen  21,8 décès, revenu élevé 14,4 décès.
- Europe : revenu faible/moyen 25,4 décès, revenu élevé 7,9 décès.

### Selon l'âge et le sexe
Les accidents domestiques représentent plus de 60 % des accidents avant l'âge de 5 ans, alors qu'après 10 ans, les accidents de sports et de loisirs prédominent ; 20 % des accidents surviennent en milieu scolaire quel que soit l'âge de l'enfant.
En France en 2010, on observe une surreprésentation masculine pour les accidents en zones de transport (sexe-ratio de 1,7 pour garçons-filles), zone de sport et jeux (1,5), à l'extérieur de la maison (1,4), elle est la plus faible à l’intérieur de la maison (1,2).  Les garçons sont surreprésentés dans toutes les activités, sauf pour la marche où le sexe-ratio est de 1 (garçons et filles à égalité).
Cette différence entre les accidents des garçons et des filles se retrouve au niveau mondial. Deux grandes théories sont proposées : les garçons prendraient « naturellement » plus de risques que les filles en étant plus actifs et plus impulsifs, ou alors ce sont les parents qui « socialisent » différemment garçons et filles, en donnant plus d'espace et de liberté d'action aux garçons en leur permettant de jouer seuls.

### Selon les mécanismes et les circonstances
Les plus fréquents (plus de 2/3) sont les traumatismes par chocs et les chutes (de sa hauteur, ou de faible hauteur). Puis viennent loin derrière les intoxications, les brûlures, les morsures et les suffocations. Sont inférieurs à 1 %, les chutes de grande hauteur, les incendies d'habitation et les noyades.
Les accidents potentiellement les plus graves sont les noyades, les défenestrations, le feu et les suffocations. L'expérience montre que c'est la prévention des accidents les plus graves qui entraine une réduction significative de la mortalité, de la morbidité, et des séquelles des accidents de la vie courante.
Au total, en France, chaque année, un enfant sur 10 est victime d'un accident de la vie courante. C'est la première cause de mortalité entre 1 et 18 ans (250 à 300 décès d'enfants par an, dans les années 2000). 

## Prévention
Selon l'OMS, « Les enfants évoluent dans des milieux urbains ou ruraux construits pour des adultes. (...) Les produits nouveaux sont souvent conçus sans aucun égard à leurs utilisations éventuelles par des enfants ni aux dommages qu’elles peuvent leur causer ».  
Les enfants de moins de six ans sont naturellement enclins à explorer leur environnement et à s'y confronter. Ils cherchent à saisir les objets qui sont à leur portée sans prendre conscience des dangers qu'ils représentent, malgré l'avertissement des parents, car les mises en garde parentales ont d'autant moins de portée que le moment de l'acquisition d'un savoir-faire par l'enfant est imprévisible. Ils peuvent répéter les mises en garde, les explications que leur donnent leurs parents, et affirmer les avoir comprises, sans pour autant en saisir leur signification. Les accidents et la mort, sont pour eux, des notions abstraites.
C'est d'autant plus troublant pour les enfants en bas âge que de voir les personnes qui les ont mis en garde ou d’autres personnes agir de manière inverse, c’est-à-dire utiliser des produits toxiques, utiliser la pharmacie, aller à la fenêtre et s'y pencher, aller se baigner, ou s'approcher des animaux. 
Dans la plupart des cas d'accident domestique, il suffit d'un moment d'inattention de la part des parents ou des personnes qui en avaient la garde pour que ces événements tragiques arrivent. La prévention la plus efficace, est d’éviter de les laisser sans surveillance, d'éloigner les enfants en bas âge des sources de danger et de mettre des obstacles à leurs curiosités.
Les succès obtenus dans la prévention de ces accidents l'ont été par des stratégies de sécurité spécifiques aux enfants, et non par la simple reproduction des stratégies conçues pour les adultes.

### Chute
La table à langer, la chaise haute (dans le cas où le nourrisson n’est pas sanglé ou attaché), le canapé, notamment, sont des sources de chutes pour le nourrisson, s'il se retrouve seul, même pour un court instant, le temps d’aller prendre un objet dans la même pièce. Plus tard, quand l’enfant commence à se déplacer, les escaliers représentent le principal facteur de risque entre 2 et 6 ans.
Selon une étude réalisée en partie en Île-de-France, les chutes d'enfants sont généralement à ranger dans deux catégories différentes. Les enfants de moins de six ans, par défenestration (environ 250, en France par an) et l'autre catégorie, celle des enfants plus âgés, liées à des comportements à risque plus ou moins délibérés, qui occasionnent des chutes (jeux d'équilibre, imitations, défis, escapades, plus rarement suicides et qui se produiraient plus fréquemment depuis des balcons, terrasses ou toits). 60 % des victimes ont moins de six ans. Un quart des accidents concerne la tranche des 10-16 ans, en grande partie liés à la prise de risque. La dernière tranche, celle des 6-9 ans concerne 15-20 % des cas, plus sensibles aux conseils de sécurité des parents.
Entre deux et quatre ans, un enfant peut grimper sans difficulté et sans peur sur une échelle jusqu'à une hauteur de 1,50 m et peut pousser des objets pour ensuite grimper dessus. À quatre ans, il est capable de franchir sans marchepied une barrière d'un mètre en se hissant par la force des bras et des jambes, avec ou sans élan. À six ans, l'enfant a, rapportées à sa taille, toutes les capacités motrices d'un adulte. Dans 75 % des cas, les défenestrations arrivent dans la chambre des enfants, alors que les personnes qui en avaient la garde (parents ou autres) se trouvent dans une autre pièce. Il s’avère également que les défenestrations de jeunes enfants ont souvent un lien avec les conditions climatiques et saisonnières. Elles interviennent le plus souvent après de longues périodes de froid ou de mauvais temps, du fait que le réflexe naturel des parents consiste à ouvrir la fenêtre quand arrivent les beaux jours.

### Intoxication
Les produits de nettoyage, les médicaments, les produits de bricolage, ou des produits cosmétiques sont une source d’intoxication pour l’enfant, d’où l’importance de les mettre hors de leur portée, en hauteur et sous clé. À partir de deux ans, un enfant peut déjà grimper sur une échelle à 1,5 mètre. Des médicaments qui se trouveraient dans un sac à main sont aussi une source d’intoxication pour un enfant qui y chercherait quelque chose. Des cas d’intoxication ont également eu lieu lorsque des produits toxiques ont été transférés dans des emballages qui contenaient à la base des produits alimentaires.

### Étouffement
La plupart des étouffements concernent les enfants de moins de 6 ans, quand ceux-ci portent à leurs bouches des objets (pièce de monnaie, bille, bonbon, petit jouet, pile, capuchon de stylo, barrette à cheveux, sac plastique, écharpe, collier, etc.) ou de petits aliments qui traînent. Dans le lit du nourrisson, il peut y avoir un risque d’étouffement, si des objets tels que oreiller, couverture, couette, peluche, etc. s'y trouvent. Le nourrisson doit être couché sur le dos, jamais sur le ventre ni sur le côté, dans une turbulette avec un surpyjama.

### Brûlure
Il faut seulement trois secondes pour qu’un nourrisson se brûle au 3e degré avec de l’eau à 60 degrés Celsius. Une température maximale de l’eau à 37 °C est à observer pour les nourrissons. La porte du four, les manches des casseroles et de poêles qui dépassent de la cuisinière sont aussi un facteur de risque pour l’enfant qui est tenté de s’appuyer ou de saisir le manche et de faire basculer la casserole ou le poêle. Idem pour les récipients ou assiettes chaudes qui se trouvent au bord de la table, que l’enfant pourrait saisir ou tirer sur la nappe. Les enfants sont également attirés par les bougies et le cordon du fer à repasser. Un enfant, et encore plus un nourrisson, ne devrait jamais rester exposé au soleil entre 11 h 0 et 17 h 0, sans protection adéquate, telle que chapeau et crème solaire sous peine de brûlure solaire. L’exposition dans l’enfance à de fortes doses d’ultraviolets, peut déboucher plus tard à des mélanomes à l’âge adulte. À contrario, une exposition modérée au soleil, avant 11 h 0 et après 17 h 0, peut prévenir les risques de mélanome. Il a été constaté que les mélanomes surviennent, le plus souvent, dans des régions du corps qui sont la plupart du temps couvertes par des vêtements (tronc, jambes) et qui sont exposées de manière occasionnelle, au soleil.

### Noyade
La négligence est le premier facteur de noyade. Un nourrisson, ne doit jamais rester seul sans surveillance quand il se trouve dans l’eau, car il peut déjà se noyer dans 20 cm d’eau en très peu de temps. Assis dans l’eau, s’il bascule, il ne pourra pas se relever. Les sièges de bain et les tapis anti-glissants ne sont pas un gage de sécurité pour le nourrisson.

### Électrocution
Les prises électriques à éclipse ou des cache-prise réduisent fortement le risque d’électrocution des enfants. Les multiprises restent néanmoins une source de danger qu’il faut mettre hors de leur portée. Tous les appareils ménagers doivent être débranchés sitôt leur utilisation terminée.

### Circulation automobile
Les enfants doivent toujours se trouver sur un siège d'enfant, adapté à leur taille et à leur âge, et plus tard, être attachés au moyen de la ceinture de sécurité quand ils se trouvent dans une automobile. De par leur taille, les enfants peuvent être écrasés, même sur un parking, par manque de visibilité des conducteurs.

## Défenestration
On définit la défenestration par une chute par la fenêtre. On dénombre environ 200 défenestrations mortelles par an en France, essentiellement au printemps et en été. Par ailleurs, dans un tiers des cas, une personne est malgré tout présente dans la pièce d'où tombe l'enfant. Cela soulève toute la vigilance nécessaire pour un enfant en bas âge.
Pour éviter à tout prix ces évènements terribles, la sécurité, l'information et l'éducation sont nécessaires et indispensables. Évitez de mettre des meubles ou chaises devant une fenêtre, sécurisez vos fenêtres à l'aide de poignées sécurisées. Laisser une fenêtre ouverte dans une pièce en présence d'un enfant est déconseillé. Soyez présents avec votre enfant sur les balcons, on ne sait jamais ce qu'il leur passe par la tête. Dernière possibilité, même si l'aspect esthétique est discutable, il est toujours possible de mettre des garde-corps aux fenêtres ou des grilles de sécurité. C'est une solution efficace en matière de prévention des défenestrations. 
Les défenestrations sont généralement accidentelles pour les enfants en bas âge, mais il est important de ne pas sous-estimer les suicides par défenestrations chez les enfants plus grands.